# Leventina (huyện)
Huyện Leventina (tiếng Pháp: District du Leventina, tiếng Đức: Bezirk Leventina) là một huyện hành chính của Thụy Sĩ. Huyện này thuộc bang Ticino. Huyện Leventina có diện tích 480 km², dân số theo thống kê của cục thống kê Thụy Sĩ năm 1999 là 10097 người. Trung tâm của huyện đóng ở Airolo. Mã của huyện là 2103.